# Samsung Gear 2
Samsung Gear 2 là smartwatch chạy trên nền tảng Tizen sản xuất bởi Samsung Electronics. Gear 2 là sự kế thừa của Galaxy Gear chạy trên nền tảng Android. Không giống như thiết bị trước, nó không có thương hiệu 'Galaxy'. Nó được công bố vào 23 tháng 2 năm 2014, một ngày trước Mobile World Congress. Gear 2 sẽ có một sản phẩm tầm trung là Gear 2 Neo.
Thiết bị thứ ba, Gear Fit, có màn hình cong AMOLED và nhằm theo dõi việc tập thể dục.

## Liên kết
- Website chính thức